# Ultamatix
Ultamatix es una herramienta que automatiza la adición de aplicaciones, codecs, fuentes y bibliotecas no disponible directamente por los repositorios de software de Debian o Ubuntu.

## Historia
Dado que el desarrollo de Automatix ha terminado, Ultamatix se desarrolló, sobre la base de Automatix, para proporcionar los usuarios una manera fácil de instalar software en sus sistemas de Ubuntu.

## Software disponible
Ultamatix actualmente permite la fácil instalación de 101 diferentes programas, incluyendo programas como el plugin de Flash, Adobe Reader, codecs multimedia (incluyendo MP3, Windows Media Audio y video-DVD), fuentes, software de programación (compiladores) y juegos.